# زنبق دمشقی
زنبق دمشقی (نام علمی: Iris damascena) نام یک گونه از سرده زنبق است.